# Kenseiden
Kenseiden (剣聖伝) est un jeu vidéo d'action et de plates-formes développé et édité par Sega, sorti en 1988 sur Master System.

## Accueil
- IGN : 7/10[1]